# Westraltrachia froggatti
Westraltrachia froggatti är en snäckart som först beskrevs av César Marie Félix Ancey 1898.  Westraltrachia froggatti ingår i släktet Westraltrachia och familjen Camaenidae.

## Underarter
Arten delas in i följande underarter:
- W. f. froggatti
- W. f. complanata